# Rolf Berger (Fußballspieler)
Rolf Berger (* 17. Mai 1927) ist ein ehemaliger deutscher Fußballspieler. Für Rotation Dresden bestritt er drei Spielzeiten in der höchsten Spielklasse im DDR-Fußball, der DDR-Oberliga.

## Sportliche Laufbahn
Von 1947 an spielte Rolf Berger bei der SG Dresden-Mickten Fußball. 1949 wurde er mit der Mannschaft sächsischer Pokalsieger, 1950 Fußballmeister in Sachsen. Im entscheidenden Spiel um die Meisterschaft gegen die SG Lauter wirkte er bei 3:2-Sieg als Mittelläufer mit. Die anschließenden Aufstiegsspiele zur Oberliga absolvierte Sachsens Meister erfolgreich, wurde aber im Laufe der Spiele der Betriebssportgemeinschaft (BSG) Sachsenverlag Dresden angeschlossen. Den Start in die Oberligasaison 1950/51 vollzogen die Dresdner unter dem neuen Namen BSG Rotation Dresden. Von den 34 ausgetragenen Punktspielen bestritt Rolf Berger 24 Begegnungen, wobei er in der Hinrunde mit nur zehn Einsätzen einen etwas holprigen Start hatte. Nachdem er sich konsolidiert hatte, kam er regelmäßig als rechter Läufer zum Einsatz. In den folgenden Spielzeiten 1951/52 und 1952/53 gehörte Berger nicht mehr zum Stammaufgebot der BSG Rotation. Während er 1951/52 noch drei Oberligaspiele bestritt, wurde er 1952/53 nur noch einmal am 1. Spieltag aufgeboten. Damit hatte der 25-Jährige 28 Einsätze in der DDR-Oberliga erreicht und hatte dabei zwei Tore erzielt. Anschließend wechselte Berger zum drittklassigen Bezirksligisten Stahl Freital, mit dem er 1953 in die DDR-Liga aufstieg. Dort bestritt er allerdings nur drei Punktspiele. Nach der Saison 1953/54 schied er in Freital aus und erschien danach nicht mehr im höherklassigen Fußball.